# العلاقات الألبانية الليختنشتانية
العلاقات الألبانية الليختنشتانية هي العلاقات الثنائية التي تجمع بين ألبانيا وليختنشتاين.

## مقارنة بين البلدين
هذه مقارنة عامة ومرجعية للدولتين:
| وجه المقارنة                                              | ألبانيا                                                    | ليختنشتاين                                 |
| --------------------------------------------------------- | ---------------------------------------------------------- | ------------------------------------------ |
| المساحة (كم2)                                             | 28.75 ألف                                                  | 16                                         |
| عدد السكان (نسمة)                                         | 3.02 مليون                                                 | 37.47 ألف                                  |
| الكثافة السكانية (ن./كم²)                                 | 105.04                                                     | 234.19 ألف                                 |
| العاصمة                                                   | تيرانا                                                     | فادوتس                                     |
| اللغة الرسمية                                             | اللغة الألبانية                                            | اللغة الألمانية                            |
| العملة                                                    | ليك ألباني                                                 | فرنك سويسري                                |
| الناتج المحلي الإجمالي (بليون دولار)                      | 13.04 مليار                                                | 6.29 مليار                                 |
| الناتج المحلي الإجمالي (تعادل القوة الشرائية) بليون دولار | 33.17 مليار                                                |                                            |
| الناتج المحلي الإجمالي الاسمي للفرد دولار أمريكي          | 3.94 ألف                                                   |                                            |
| الناتج المحلي الإجمالي للفرد دولار أمريكي                 | 11.11 ألف                                                  |                                            |
| مؤشر التنمية البشرية                                      | 0.764                                                      | 0.908                                      |
| رمز المكالمات الدولي                                      | +355                                                       | +423                                       |
| رمز الإنترنت                                              | .al                                                        | .li                                        |
| المنطقة الزمنية                                           | توقيت وسط أوروبا، ت ع م+01:00، ت ع م+02:00، أوروبا/تيرانا ‏ | توقيت وسط أوروبا، ت ع م+01:00، ت ع م+02:00 |

## منظمات دولية مشتركة
يشترك البلدان في عضوية مجموعة من المنظمات الدولية، منها:
| علم المنظمة | اسم المنظمة                    | تاريخ انضمام ألبانيا | تاريخ انضمام ليختنشتاين |
| ----------- | ------------------------------ | -------------------- | ----------------------- |
|             | الاتحاد البريدي العالمي        | ?                    | ?                       |
|             | منظمة حظر الأسلحة الكيميائية   | ?                    | ?                       |
|             | منظمة التجارة العالمية         | ?                    | ?                       |
|             | الأمم المتحدة                  | 14 ديسمبر 1955       | 18 سبتمبر 1990          |
|             | منظمة الشرطة الجنائية الدولية  | ?                    | ?                       |
|             | الاتحاد الدولي للاتصالات       | 2 يونيو 1922         | 25 يوليو 1963           |
|             | مجلس أوروبا                    | ?                    | ?                       |
|             | منظمة الأمن والتعاون في أوروبا | 19 يونيو 1991        | 25 يونيو 1973           |

## وصلات خارجية
- موقع وزارة الخارجية الألبانية